# Sergueï Gavrilovitch Simonov
Sergueï Gavrilovitch Simonov (en russe : Сергей Гаврилович Симонов), né le 9 avril 1894 et mort le 6 mai 1986, était un concepteur d’armes russe. Il est l’un des pères du fusil d'assaut moderne.
Il a été le pionnier du fusil d'assaut et du fusil semi-automatique dans les années 1920 et 1930, principalement sous la supervision de Vladimir Fedorov et Fiodor Tokarev. Ses premiers travaux ont précédé à la fois le M1 Garand de 1933, et plus tard la carabine M1, l’AK-47 et la série des M16. Sergueï Simonov est surtout connu pour la Samozaryadnyi karabin sistemi Simonova (en russe : Самозарядный карабин системы Симонова, en français « carabine à chargement automatique, système Simonov ») abrégé en « carabine SKS », introduite en 1945.

## Biographie
Né en 1894 à Fedotovo, Simonov a commencé à travailler dans une fonderie immédiatement après avoir terminé ses études primaires. À la fin de la Première Guerre mondiale, après avoir terminé un cours de technicien de base, il a commencé à travailler sur un fusil automatique novateur conçu par Vladimir Grigorievitch Fedorov, le Avtomat Fedorova. Après la révolution russe, Simonov a continué ses études à l’Institut polytechnique de Moscou, obtenant son diplôme en 1924 pour partir travailler à l’arsenal géant russe de Toula. En 1926, il était devenu inspecteur du contrôle de la qualité à Toula et, en 1927, il avait été promu au département soviétique de conception et de développement où il travaillait directement sous les ordres de Fiodorov. Le Simonov AVS-36, qui est entré en service dans les années 1930, sera mis en service au début de la Seconde Guerre mondiale, jusqu’à environ 1940, où il sera remplacé par d’autres modèles semi-automatiques.
Pendant la Seconde Guerre mondiale, Simonov a conçu ses propres armes à feu : un pistolet-mitrailleur qui n’est pas entré en production, et un fusil antichar à chargement automatique, le PTRS-41 de 14,5 × 114 mm, qui a ensuite formé la base - sous une forme réduite - du SKS. Un ancien fusil semi-automatique, l’AVS-36, a été entravé par l’insistance officielle sur l’utilisation du puissant 7,62 × 54 mm R, qui était à ce moment-là la norme parmi les fusils russes. Malheureusement, comme cela avait été démontré avec le SVT-40 de Fiodor Tokarev, la munition de 7,62 × 54 mm R était préjudiciable au fonctionnement rapide et fiable d’un fusil semi-automatique.
En 1943, les progrès de la doctrine et les données recueillies au front, qui ont démontré que les engagements ont eu lieu en majorité entre 100 mètres et 300 mètres, ont conduit à l’adoption d’une munition plus courte et moins puissante, le 7,62 × 39 mm M43, également connue sous le nom de « 7,62 court » ou « 7,62 soviétique » pour la différencier de plusieurs autres munitions de calibre 7,62 mm). Les essais sur le terrain du nouveau fusil ont prouvé les qualités de l’arme et, en 1944, une série de pré-production du SKS a participé à l’offensive en Biélorussie pour des essais sur le champ de bataille. Après quelques ajustements, il a été officiellement adopté et désigné 7,62 Samozaryadnyi Karabin Sistemy Simonova Obrazets 1945 g. (traduction : Système de carabine à chargement automatique Simonov de 7,62 modèle 1945) ou SKS-45, et choisi comme le remplaçant idéal pour le SVT-40.

## Projets
- AG-043
- AVS-36
- AKS-53
- AKS-91
- Fusil d'assaut AO-35
- Fusil d'assaut AO-63

## Distinctions
- Héros du travail socialiste (1954)
- Trois ordres de Lénine
- Ordre de la Révolution d'Octobre
- Ordre de Koutouzov de 2e classe
- Ordre de l'Étoile rouge
- Ordre de la Guerre patriotique de 1re classe
- Ordre du Drapeau rouge du Travail, deux fois
- Inventeur honoré de la RSFSR (1964)
- Médaille « En commémoration du 100e anniversaire de la naissance de Vladimir Ilitch Lénine »
- Prix Staline, par deux fois (1942 et 1949)